# ماريو رودريغيز ثيربانتس
ماريو رودريغيز ثيربانتس (بالإسبانية: Mario Rodríguez Cervantes)‏ (18 يناير 1978 في المكسيك - ) هو لاعب كرة قدم مكسيكي في مركز حراسة المرمى. لعب مع نادي أطلس ونادي بويبلا ونادي تيكوس وLobos BUAP ‏ وريبوسيروس دي لا بيداد ‏.

## وصلات خارجية
- ماريو رودريغيز ثيربانتس على موقع قاعدة بيانات كرة القدم.إي يو (الإنجليزية)
- ماريو رودريغيز ثيربانتس على موقع Soccerway.com (الإنجليزية)
- ماريو رودريغيز ثيربانتس على موقع AS.com (الإسبانية)